# عدنان جمجوم
عدنان جمجوم (14 مارس 1945 - 22 فبراير 2004) هو طبيبٌ سعودي.

## سيرته
وُلد عدنان محمد رشيد جمجوم في مدينة جدة بتاريخ 14 مارس 1945 ميلاديًا الموافق 30 ربيع الأول 1364 هجريًا. درس المرحلة الابتدائية والمتوسطة في مدرسة الفلاح وتخرج من المرحلة الثانوية من مدراس الثغر النموذجية. أبتُعث إلى ألمانيا الغربية لدراسة اللغة الألمانية ومن ثم أكمل بعد ذلك دراسته حتى حصل على شهادة الطب في الجراحة العامة من ألمانيا الغربية.
إضافة لعمله أستاذًا لمادة الجراحة بكلية الطب في جامعة الملك عبد العزيز، فقد عمل مديرًا للشؤون الصحية بمنطقة مكة المكرمة على مدى 6 سنوات، واستشاري جراحة عامة في مستشفى الملك فهد بجدة، وهو أول رئيس لمركز الملك فهد للبحوث الطبية، كما تولى رئاسة نادي الاتحاد حيث حقق النادي في عهده العديد من الإنجازات في لعبة كرة القدم والألعاب المختلفة. تولى أيضًا رئاسة هيئة أعضاء الشرف نادي الاتحاد، كما شغل منصب مدير الشئون الصحية بالمنطقة الغربية في عهد وزير الصحة الحجيلان.
يُشار إلى أنه كان متزوجًا ولديه ثلاثة أبناء وبنت واحدة.

## وفاته
توفيَّ في 22 فبراير 2004 ميلاديًا الموافق 2 محرم 1425 هجريًا عن عمرٍ ناهز 58 عامًا، وذلك بعد معاناةٍ مع المرض لم تدم طويلًا، فكان قد تعرض لجلطة في القدم ارتفعت للركبة ومن ثم للقلب تعرض بعدها لسكتة قلبية أدت إلى وفاته.